# Lasiomma griseopunctata
Lasiomma griseopunctata är en tvåvingeart som först beskrevs av Malloch 1924.  Lasiomma griseopunctata ingår i släktet Lasiomma och familjen blomsterflugor. Inga underarter finns listade i Catalogue of Life.